# Aleksandar Ignjovski
Aleksandar Ignjovski (Servisch: Александар Игњовски) (Pančevo, 27 januari 1991) is een Servisch voetballer die bij voorkeur als defensieve middenvelder speelt. Hij verruilde SC Freiburg in juni 2018 voor 1. FC Magdeburg. Ignjovski debuteerde in 2012 in het Servisch nationaal elftal.

## Clubcarrière
Ignjovski debuteerde in 2008 in de Superliga voor OFK Beograd, waar hij 3 doelpunten scoorde uit 23 competitiewedstrijden. Op 8 juli 2009 werd hij voor twee seizoenen verhuurd aan het Duitse 1860 München, dat in de 2. Bundesliga speelt. Op 3 augustus 2011 tekende hij een driejarig contract bij Werder Bremen. In zijn eerste seizoen speelde hij 26 competitiewedstrijden. Op 9 maart 2013 scoorde hij zijn eerste treffer in de Bundesliga tegen Borussia Mönchengladbach.

## Interlandcarrière
Ignjovski debuteerde op 28 februari 2012 voor Servië, in een oefeninterland tegen Armenië in Larnaca (Cyprus).